# Confrontos entre Internacional e Vasco da Gama
Confrontos entre Internacional e Vasco da Gama são os confrontos disputados entre Sport Club Internacional e Club de Regatas Vasco da Gama, dois dos principais clubes esportivos brasileiros dos estados do Rio Grande do Sul e Rio de Janeiro, respectivamente.

## História
O histórico do confronto Vasco–Internacional remonta ao ano de 1945, quando ocorreu a primeira partida entre as equipes. Em 25 de março, os cariocas do Expresso da Vitória venceram o Internacional por 2–0 em amistoso realizado no Estádio dos Eucaliptos.
No Campeonato Brasileiro Série A, desde 1971, a vantagem é colorada. Em 62 jogos, o Internacional venceu 29, o Vasco da Gama venceu 22 e houve ainda 11 empates.
As equipes já se encontraram duas vezes em playoffs do Campeonato Brasileiro. Em 1974, apesar de não haver mata-mata, as equipes se encontraram no quadrangular final do Brasileiro. Após empate por 2–2 no Maracanã, que adiou o título cruzmaltino, o colorado foi eliminado da competição, enquanto o Vasco disputou uma partida extra contra o Cruzeiro, na qual venceu e se sagrou campeão nacional pela primeira vez. Já na final do Campeonato Brasileiro de 1979, o Internacional conquistou o título pela terceira vez em sua história, após vencer o cruzmatino por 2–0 no Maracanã e por 2–1 no Beira-Rio. Nesta edição, o colorado se sagrou campeão brasileiro de forma invicta, sendo o único desde 1971 e o sexto considerando os torneios unificados.
Pela Copa Libertadores da América, colorados e vascaínos já se enfrentaram em uma edição, no ano de 1980. Enquanto atuais campeão e vice brasileiro, as equipes realizaram duas partidas válidas pela fase de grupos, com um empate em 0–0 no Estádio do Maracanã e uma vitória do Inter por 2–1 no Beira-Rio. Os gaúchos se classificariam e seriam vice campeões do torneio para o Nacional do Uruguai.
Há ainda outros confrontos marcantes, como o realizado em 25 de novembro de 1971, na estreia do jovem Roberto Dinamite no Maracanã. Após marcar um belo gol de fora da área, na vitória vascaína por 2–0, o Jornal dos Sports publicou em sua capa a histórica manchete "Garoto-Dinamite explodiu", que eternizaria o apelido do artilheiro. Já em 1982, as equipes realizaram dois amistosos em comemoração aos títulos carioca e gaúcho, valendo o Troféu Alberto Pires Ribeiro, então presidente do Vasco. Em clima festivo e de amizade entre as torcidas, houve empate no Beira-Rio e vitória colorada por 3–1 em São Januário.
Em outros esportes, Vasco da Gama e Internacional também se notabilizam, com destaque para o futebol de salão. Dentre os principais embates entre cruzmatinos e colorados na modalidade está a final da Copa Libertadores de Futsal de 2000, que teve vitória do Inter pelo placar de 6–5 no Ginásio Cyro Aranha.

## Confrontos eliminatórios

### Em competições da CBF
- O Internacional venceu o Vasco na final do Campeonato Brasileiro de 1979.